# Carlsfeld (Sandersdorf-Brehna)
Carlsfeld ist ein Ortsteil der Stadt Sandersdorf-Brehna im Landkreis Anhalt-Bitterfeld in Sachsen-Anhalt.

## Geografie
Carlsfeld befindet sich im Südwesten der Stadt Sandersdorf-Brehna, östlich des Ortsteils Brehna. Im Westen grenzt Carlsfeld an die Stadt Landsberg im Saalekreis.

## Geschichte
Nach dem Bau der Berlin-Kasseler-Staatschaussee – heute die Bundesstraße 100 – in den Jahren von 1821 bis 1823 wurde Carlsfeld im Jahr 1830 als Station zum Pferdewechsel auf halbem Weg zwischen Bitterfeld und Halle gegründet. Zuvor war bereits 1822 die Poststation im nahen Holzweißig geschlossen und nach Bitterfeld verlegt worden, um so den bisher dominierenden Strecken über Bad Düben bzw. Delitzsch nach Leipzig ernsthafte Konkurrenz zu schaffen und um Bitterfeld, das mit dem Chausseebau eine sichere Mulde-Überquerung erhielt, als Postort aufzuwerten. Das Vorankommen auf der neuen Steinchaussee ging wesentlich schneller als auf den jahrhundertealten schadhaften Poststraßen.
In den folgenden Jahren nahm zu Messezeiten der Verkehr so enorm zu, dass teils einhundert Pferde mehr als normalerweise benötigt wurden. Unter dem großen Verkehr litt auch die Straße selbst. Um die Pferde auf dem spätestens 1827 schon wieder schwieriger zu passierenden Stück zu schonen, schuf man die Pferdewechselstation Carlsfeld, deren Erbauer, erster Besitzer und Namensgeber der in Brehna geborene hallische Justizrat Carl Vogel war. Die Gaststätte kam 1840 hinzu. Diese bestand unter wechselnden Besitzern, doch mit dem Bau der nahen Bahnstrecke von Wittenberg über Bitterfeld nach Halle, die 1859 als Teil der Bahnstrecke Berlin–Halle eröffnet wurde, wurde die Gastwirtschaft endgültig unrentabel. Dies hatte schon zuvor mit dem Bau der preußischen Staatschaussee von Bitterfeld über Delitzsch nach Leipzig – heute mit veränderter Streckenführung Teil der Bundesstraße 184 – begonnen. Auch die 1854–1858 durch den Administrator Ferdinand v. Billerbeck in Carlsfeld eingerichtete Landwirtschaft mit Zichorienfabrik konnte sich nicht etablieren.
1863 wurde in Carlsfeld durch Heinrich August Niemeyer, Sohn von Wilhelm Hermann Niemeyer, eine private Kranken- und Irrenanstalt eingerichtet, die in den folgenden Jahrzehnten als Heilanstalt für Nervenkranke überregionale Bedeutung erlangte und mehrfach erweitert wurde. Der junge Hans Fallada wurde vom September 1919 bis April 1920 in der Heilanstalt behandelt und schuf in dieser Zeit eine frühe Novelle, in der er Erlebnisse des Klinikalltags verarbeitete.
1920 übernahm die Hallische Knappschaft die Heilanstalt und betrieb sie bis 1945 als Krankenhaus. Ab 1941 diente das Krankenhaus der Wehrmacht als Reservelazarett mit 600 Betten in Carlsfeld und den Außenstellen in Brehna und Landsberg.
Nach dem Weltkrieg wurde die Einrichtung zunächst als Klinik für Tuberkulosekranke genutzt. Carlsfeld etablierte sich als Anlaufstelle für Personen mit Skelett-Tuberkulose aus der gesamten DDR. Zu Beginn der 1960er Jahre war die Klinik durch den Rückgang der Tuberkulosefälle nicht mehr voll ausgelastet. Zugleich mussten die Kapazitäten des Kreiskrankenhauses Bitterfeld durch den Bevölkerungszuwachs im Chemie-Dreieck kurzfristig erhöht werden. Infolgedessen wurde die bislang eigenständige Klinik in Carlsfeld 1962 aufgelöst und am Standort die Innere Abteilung sowie die Gynäkologie des Kreiskrankenhauses eingerichtet.
Nach Erweiterungsbauten am Kreiskrankenhaus wurden die in Carlsfeld ansässigen Abteilungen 1998 wieder nach Bitterfeld überführt. Teile des Klinikareals in Carlsfeld werden seither als privates Pflegeheim weitergenutzt.
Der Komplex steht als Heilanstalt Carlsfeld unter Denkmalschutz und trägt im Denkmalverzeichnis die Erfassungsnummer 094 95719.

## Name und Sagen
Der Legende nach wurde Carlsfeld nach dem Prinzen Carl von Preußen benannt, doch kam dieser erst 1846 zu Besuch, so dass vermutet wird, dass man das nur suggerierte, um ihm zu schmeicheln. Sehr viel wahrscheinlicher war daher der Erbauer Carl Vogel selbst der Namensgeber. Eine andere Sage berichtete, dass in der Poststation ein Postillon lebte, der einen Kobold festmachen konnte, wenn der durch die Luft geflogen kam. Dieser Kobold konnte nur weiterreisen, wenn er erzählte, woher er kam und wohin er fliegen wollte.

## Verkehr
Carlsfeld liegt an der Bundesstraße 100 unweit der Autobahn 9. Die benachbarten Orte Brehna und Landsberg sind an den Schienenverkehr angeschlossen. Der Flughafen Leipzig/Halle liegt etwa 20 Kilometer südlich von Carlsfeld.